# Radyr
Radyr är en ort i Storbritannien.   Den ligger i kommunen Cardiff och riksdelen Wales, i den södra delen av landet, 220 km väster om huvudstaden London. Radyr ligger 68 meter över havet och antalet invånare är 4 710.
Terrängen runt Radyr är platt söderut, men norrut är den kuperad. Runt Radyr är det tätbefolkat, med 411 invånare per kvadratkilometer. Närmaste större samhälle är Cardiff, 6,9 km sydost om Radyr. Trakten runt Radyr består i huvudsak av gräsmarker.